# 王沿东
王沿东 (1966年12月—)，北京理工大学材料学院教授，主要从事x射线与中子衍射应用金属材料结构与微结构分析与表征方面的研究工作。入选中华人民共和国教育部2008年度"长江学者"特聘教授。曾就读于北京科技大学。